# Jack McKinney
Jack McKinney (13 de julio de 1935-25 de septiembre de 2018) fue un antiguo entrenador profesional de baloncesto. En la NBA dirigió a tres equipos: Los Angeles Lakers, Indiana Pacers y Kansas City Kings. Además, trabajó como asistente en Milwaukee Bucks y Portland Trail Blazers.

## Carrera deportiva
Su estancia en los Lakers se redujo a tan solo catorce partidos, debido a un traumatismo craneal producido por un accidente de bicicleta a finales de 1979. McKinney fue el primer técnico profesional en entrenar al mítico Magic Johnson. En su primer partido en la NBA, dio el triunfo a los Lakers en la bocina ante San Diego Clippers. Paul Westhead sucedió a McKinney y lideró a los Lakers al primero de los cinco anillos que ganarían en la década de los 80, batiendo a Philadelphia 76ers en seis encuentros.
La temporada siguiente, ya en Indiana, ganó el premio al Mejor Entrenador del Año, llevando a los Pacers a su primera participación en playoffs desde que entraran en la NBA en 1976.
También fue entrenador de la Universidad de Saint Joseph's. En 2005, sacó un libro relatando sus experiencias en Saint Joseph's.